# Voile aux Jeux olympiques d'été de 2012 – Elliott 6m femmes
Pour un article plus général, voir Voile aux Jeux olympiques d'été de 2012.
Navigation
Pékin 2008 Rio de Janeiro 2016
L'épreuve d'Elliott 6m femmes des Jeux olympiques d'été de 2012 a lieu du 29 juillet au 11 août à Weymouth et Portland.

## Médaillées
| Or                                                   | Argent                                            | Bronze                                              |
| Espagne Tamara Echegoyen Ángela Pumariega Sofía Toro | Australie Lucinda Whitty Nina Curtis Olivia Price | Finlande Mikaela Wulff Silja Kanerva Silja Lehtinen |

## Qualification
Pour cette épreuve, les athlètes se sont qualifiés soit grâce aux championnats du monde 2011 qui attribuait 75 % des places ou soit à ceux de 2012 qui attribuait 25 % de places. Aussi, la Grande-Bretagne en tant que pays hôte est qualifiée pour toutes les épreuves.

## Format de la compétition
Cette épreuve commence par une phase de round robin dans laquelle chacun des 12 équipages affronte tous les autres. Les vainqueurs de chaque course reçoivent un point et un demi-point est attribué en cas d'ex-æquo. Les huit équipages les mieux classés passent en phase d'élimination directe lors de laquelle les équipages s’affrontent en un contre un dans une série de régates. Le premier équipage qui marque trois points gagne.

## Calendrier
Toutes les heures sont en British Summer Time (UTC+1).
| Date                      | Temps   | Tour         |
| ------------------------- | ------- | ------------ |
| 29 juillet au 4 août 2012 | 13 h 00 | Round Robin  |
| 7 au 11 août 2012         | 14 h 00 | Phase finale |

## Équipes
| Pays             | Équipe                                                   |
| ---------------- | -------------------------------------------------------- |
| Australie        | Lucinda Whitty Nina Curtis Olivia Price                  |
| Danemark         | Lotte Meldegaard Pedersen Susanne Boidin Tina Schmidt    |
| Finlande         | Mikaela Wulff Silja Kanerva Silja Lehtinen               |
| France           | Claire Leroy Élodie Bertrand Marie Riou                  |
| Grande-Bretagne  | Annie Lush Kate Macgregor Lucy Macgregor                 |
| Pays-Bas         | Annemieke Bes Marcelien Bos de Koning Renee Groenveld    |
| Nouvelle-Zélande | Jena Hansen Stephanie Hazard Susannah Pyatt              |
| Portugal         | Diana Neves Mariana Lobato Rita Gonçalves                |
| Russie           | Elena Oblova Ekaterina Skudina Elena Syuzeva             |
| Espagne          | Angela Pumariega Sofia Toro Tamara Echegoyen             |
| Suède            | Anna Kjellberg Malin Källström Lotta Harrysson           |
| États-Unis       | Anna Tunnicliffe Molly O'Bryan Vandemoer Deborah Capozzi |

## Résultats

### Round Robin
| Équipe           | R  | V  | E | D  | Pts |
| ---------------- | -- | -- | - | -- | --- |
| Australie        | 11 | 11 | 0 | 0  | 11  |
| Russie           | 11 | 9  | 0 | 2  | 8   |
| Espagne          | 11 | 8  | 0 | 3  | 8   |
| États-Unis       | 11 | 8  | 0 | 3  | 8   |
| Finlande         | 11 | 6  | 0 | 5  | 6   |
| France           | 11 | 6  | 0 | 5  | 6   |
| Grande-Bretagne  | 11 | 5  | 0 | 6  | 5   |
| Pays-Bas         | 11 | 4  | 0 | 7  | 4   |
| Nouvelle-Zélande | 11 | 4  | 0 | 7  | 4   |
| Danemark         | 11 | 3  | 0 | 8  | 3   |
| Portugal         | 11 | 1  | 0 | 10 | 1   |
| Suède            | 11 | 1  | 0 | 10 | 1   |

| Équipe           |     |     |         |         |         |         |     |              |     |         |     |     |
| ---------------- | --- | --- | ------- | ------- | ------- | ------- | --- | ------------ | --- | ------- | --- | --- |
| Australie        | -   | 1-0 | 1-0     | 1-0     | 1-0     | 1-0     | 1-0 | 1-0          | 1-0 | 1-0     | 1-0 | 1-0 |
| Danemark         | 0-1 | -   | 0-1     | 0-1 DNF | 0-1     | 1-0     | 0-1 | 1-0          | 0-1 | 0-1     | 1-0 | 0-1 |
| Finlande         | 0-1 | 1-0 | -       | 1-0     | 0-1     | 0-1     | 1-0 | 1-0          | 0-1 | 1-0     | 1-0 | 0-1 |
| France           | 0-1 | 1-0 | 0-1     | -       | 0-1     | 1-0     | 1-0 | 1-0          | 1-0 | 0-1     | 1-0 | 0-1 |
| Grande-Bretagne  | 0-1 | 1-0 | 1-0     | 1-0     | -       | 0-1     | 0-1 | 1-0          | 0-1 | 0-1     | 1-0 | 0-1 |
| Pays-Bas         | 0-1 | 0-1 | 1-0     | 0-1 DSQ | 1-0     | -       | 1-0 | 1-0          | 0-1 | 0-1 DNF | 0-1 | 0-1 |
| Nouvelle-Zélande | 0-1 | 1-0 | 0-1     | 0-1     | 1-0     | 0-1     | -   | 1-0          | 0-1 | 0-1     | 1-0 | 0-1 |
| Portugal         | 0-1 | 0-1 | 0-1 DNF | 0-1     | 0-1 DNF | 0-1 DNF | 0-1 | -            | 0-1 | 0-1     | 1-0 | 0-1 |
| Russie           | 0-1 | 1-0 | 1-0     | 0-1     | 1-0     | 1-0     | 1-0 | 1-0 -1 point | -   | 1-0     | 1-0 | 1-0 |
| Espagne          | 0-1 | 1-0 | 0-1     | 1-0     | 1-0     | 1-0     | 1-0 | 1-0          | 0-1 | -       | 1-0 | 1-0 |
| Suède            | 0-1 | 0-1 | 0-1     | 0-1     | 0-1     | 1-0     | 0-1 | 0-1          | 0-1 | 0-1     | -   | 0-1 |
| États-Unis       | 0-1 | 1-0 | 1-0     | 1-0     | 1-0     | 1-0     | 1-0 | 1-0          | 0-1 | 0-1     | 1-0 | -   |

Notes
1. ↑  La Finlande a remporté à l'origine la course contre le Portugal, mais la course a été annulée après la protestation du Portugal en raison du bateau portugais qui s'est retrouvé bloqué à la bouée tournante. La Finlande a remporté la course de remplacement[3].

### Phase finale
|  | Quarts de finale    | Quarts de finale |               |   | Demi-finales | Demi-finales |  |  | Finale  | Finale  |
|  | Quarts de finale    | Quarts de finale |               |   | Demi-finales | Demi-finales |  |  | Finale  | Finale  |
|  |                     |                  |               |   |              |              |  |  |         |         |
|  | 7-8 août            | 7-8 août         |               |   | 10 août      | 10 août      |  |  | 11 août | 11 août |
|  | 7-8 août            | 7-8 août         |               |   | 10 août      | 10 août      |  |  | 11 août | 11 août |
|  | (8) Pays-Bas        | 1                |               |   | 10 août      | 10 août      |  |  | 11 août | 11 août |
|  | (8) Pays-Bas        | 1                |               |   | 10 août      | 10 août      |  |  | 11 août | 11 août |
|  | (1) Australie       | 3                |               |   | 10 août      | 10 août      |  |  | 11 août | 11 août |
|  | (1) Australie       | 3                | (1) Australie | 2 |              |              |  |  | 11 août | 11 août |
|  | 7-8 août            |                  | (1) Australie | 2 |              |              |  |  | 11 août | 11 août |
|  |                     | (5) Finlande     | 1             |   |              |              |  |  | 11 août | 11 août |
|  | (5) Finlande        | (5) Finlande     | 1             | 3 |              |              |  |  | 11 août | 11 août |
|  | (5) Finlande        |                  |               | 3 |              |              |  |  | 11 août | 11 août |
|  | (4) États-Unis      | 1                |               |   |              |              |  |  | 11 août | 11 août |
|  | (4) États-Unis      | 1                | (1) Australie | 2 |              |              |  |  |         |         |
|  | 7-8 août            |                  | (1) Australie | 2 |              |              |  |  |         |         |
|  |                     | (3) Espagne      | 3             |   |              |              |  |  |         |         |
|  | (6) France          | (3) Espagne      | 3             | 0 |              |              |  |  |         |         |
|  | (6) France          | 10 août          |               | 0 |              |              |  |  |         |         |
|  | (3) Espagne         | 3                |               |   |              |              |  |  |         |         |
|  | (3) Espagne         | 3                | (3) Espagne   | 2 |              |              |  |  |         |         |
|  | 7-8 août            |                  | (3) Espagne   | 2 |              |              |  |  |         |         |
|  |                     | (2) Russie       | 1             |   |              |              |  |  |         |         |
|  | (7) Grande-Bretagne | (2) Russie       | 1             | 2 |              |              |  |  |         |         |
|  | (7) Grande-Bretagne |                  |               | 2 |              |              |  |  |         |         |
|  | (2) Russie          | 3                |               |   |              |              |  |  |         |         |
|  | (2) Russie          | 3                |               |   |              |              |  |  |         |         |

Les courses de placements pour les places de 5 à 8, programmées le 9 août, ont été annulées pour cause de vent faible. Les résultats de la phase de Round robin ont été utilisés pour établir le classement :
- 5e place :  États-Unis
- 6e place :  France
- 7e place :  Grande-Bretagne
- 8e place :  Pays-Bas